# HD 198084
HD 198084, eller HR 7955, är en dubbelstjärna i stjärnbilden Cepheus. Den består av två gulvita stjärnor i huvudserien med en osäker klassificering och kan också vara underjättar.
Dubbelstjärnan har den kombinerade visuella magnituden +4,63 och är synlig för blotta ögat vid normal seeing.